# Elang'atadapash
Elang'atadapash (auch Eleng'ata Dapash) ist ein Verwaltungsbezirk (Ward) des Distrikts Longido in der tansanischen Region Arusha.

## Geografie
Elang'atadapash liegt im Norden von Tansania, etwa 65 Kilometer nordwestlich der Regionshauptstadt Arusha am Südosthang des Kitumbeine. Der Süden des Bezirks ist hügelig und liegt großteils zwischen 900 und 1000 Meter hoch. Nach Norden steigt das Land zum Krater des Kitumbeine auf 2800 Meter an.
Im Norden grenzt der Bezirk an Ilorienito, im Osten an Kitumbeine, im Süden an Noondoto und im Westen an Engaruka.
Der Bezirk hat eine Fläche von 49,5 Quadratkilometern. Bei der Volkszählung 2022 lebten hier 6528 Menschen in 1468 Haushalten.

## Gliederung
Elang'atadapash besteht aus drei Gemeinden (Mtaa) mit neun Orten (Kitongoji):
| Elangátadapash - Nginye - Ndarakwa - Losinoni | Olchoronyokye - Olchoronyokye - Larkaria - Indaleta | Sokon - Sangei - Sokon - Kingúna |

## Wirtschaft und Infrastruktur
- Gesundheit: Im Bezirk befindet sich eine öffentliche Apotheke, die auch kleine chirurgische Eingriffe vornimmt.[7]